# Masacre de Al-Dawayima
La masacre de al-Dawayima fue el asesinato de decenas o cientos de civiles por parte del ejército israelí tras la captura de la aldea palestina de al-Dawayima el 29 de octubre de 1948, en el contexto de la guerra árabe-israelí de 1948. La masacre tuvo lugar después de que el 89.º Batallón del ejército israelí capturase la aldea durante la Operación Yoav, encontrando poca resistencia. El batallón, cuyo primer comandante era Moshe Dayan, estaba formado por exmiembros de los grupos terroristas judíos Irgún y Lehi.
Benny Morris calcula las víctimas mortales de la masacre en varios centenares. El comandante en jefe de la Legión Árabe, el inglés John Bagot Glubb, afirmó que la cifra de muertos era mucho más pequeña, citando un informe de la ONU según el cual 30 mujeres y niños habían sido asesinados. Sin embargo, un informe posterior entregado a las Naciones Unidas por una delegación del Congreso Árabe de Refugiados informó de que la Legión Árabe había intentado rebajar la escala de la masacre, de la que afirmaba que era peor que la masacre de Deir Yassin, para evitar el pánico y la huida de habitantes árabes palestinos. El mukhtar del pueblo, Hassan Mahmoud Ihdeib, afirmó en una declaración jurada que el número de víctimas de la masacre fue de 145 personas.

## Contexto
Palestina quedó en manos británicas a la conclusión de la Primera Guerra Mundial y, para gestionarla, se creó el Mandato británico de Palestina, que estuvo en vigor desde 1917 hasta 1948. Tras 30 años de conflicto entre judíos y árabes palestinos, la Asamblea General de las Naciones Unidas aprobó la Resolución 181 II que establecía la partición del mandato británico en un estado árabe y otro judío, con la aldea de Dawayima emplazada en el primero de ellos.
La población del Mandato británico de Palestina era un 67% árabe y un 33% judía, y la propiedad de la tierra era un 94% árabe y un 6% judía. La propuesta de partición otorgaba al naciente estado árabe un 43% de toda Palestina y al estado judío un 56%, quedando la zona de Jerusalén y Belén encuadradas en un corpus separatum gestionado por un organismo internacional. La propuesta de partición fue aceptada por la comunidad judía en Palestina y rechazada por los líderes árabes, lo que degeneró una guerra civil entre ambas comunidades. La autoridad de la administración británica se disolvió conforme avanzaba la guerra civil, preocupándose tan solo de la evacuación de sus tropas a pesar del mantenimiento de un bloqueo marítimo y aéreo. Después de cuatro meses y medio de lucha, las milicias judías habían derrotado a las árabes y conquistado las principales ciudades mixtas del país, generando a su vez el éxodo de la población civil.
El Mandato británico expiró legalmente el 14 de mayo de 1948, fecha en la que los líderes judíos enunciaron la Declaración de Independencia del Estado de Israel. Algunos estados árabes próximos (Transjordania, Egipto, Siria e Irak) intervinieron enviando pequeñas fuerzas expedicionarias que se adentraron en el antiguo Mandato británico de Palestina y se enfrentaron a las fuerzas judías. Comenzaba así la guerra árabe-israelí de 1948. 
El principal clan de Al-Dawayima, los Ahdibs, databa su procedendia de la conquista de Palestina por Umar ibn al-Jattab en el siglo VII. En el momento de la masacre, la aldea tenía unos 6.000 habitantes porque unos 4.000 refugiados palestinos habían huido a ella antes del ataque. El servicio de inteligencia de la Haganá (la milicia precursora del ejército israelí) consideraba al-Dawayima como un pueblo "muy amistoso". Al-Dawayima se encontraba a unos pocos kilómetros al oeste de Hebrón.

## Relatos de la masacre

### El mukhtar de la aldea

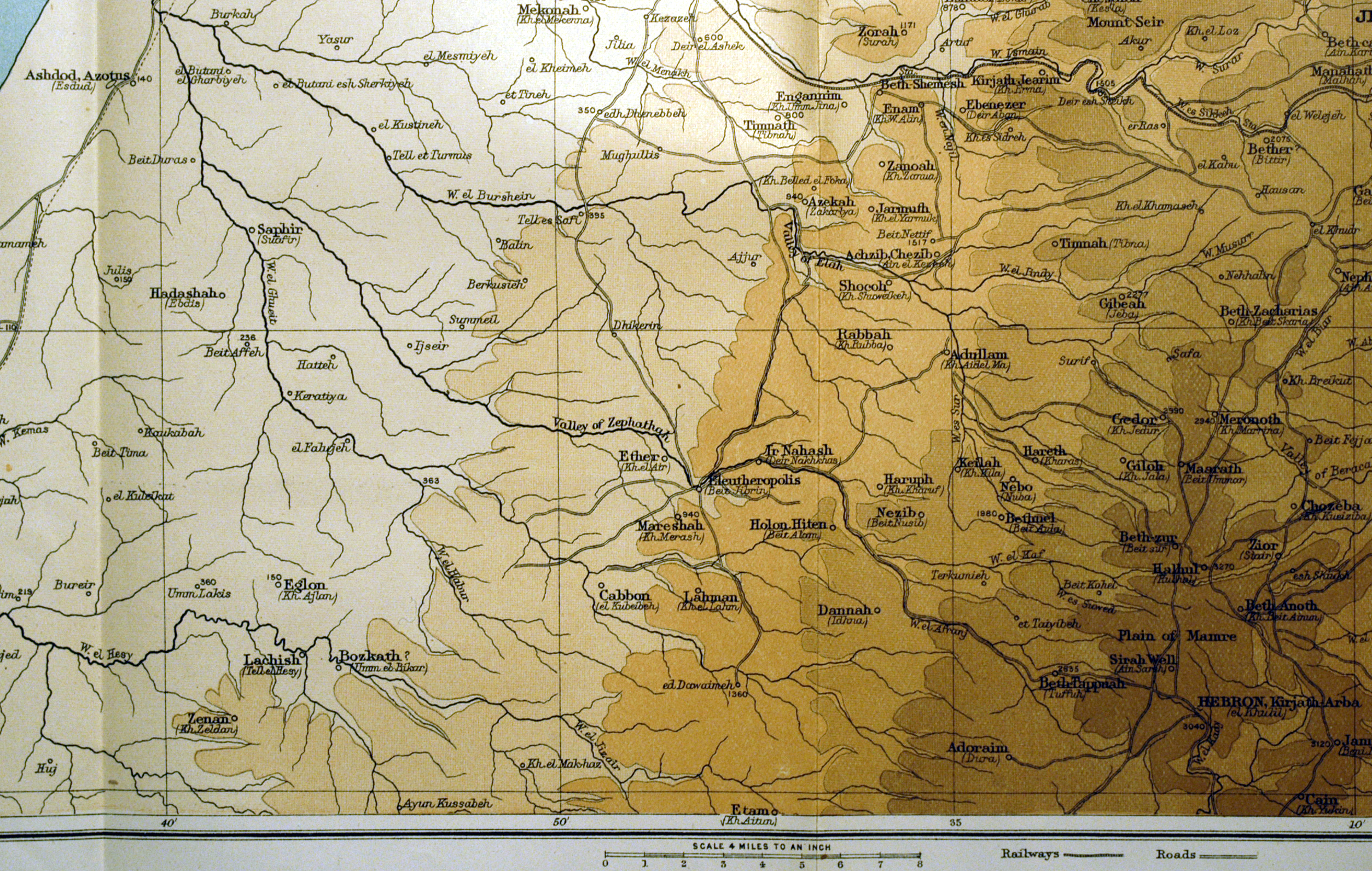
Ubicación de Al-Dawayima en un mapa de 1984.

Según el mukhtar (líder) de al-Dawayima, Hassan Mahmoud Ihdeib, una media hora después de las oraciones de mediodía, tres grupos de soldados se acercaron al pueblo desde oeste, el norte y el sur: 20 coches blindados por la carretera Qubeiba-Dawayima, un segundo grupo a lo largo de la carretera Beit Jibrin-Dawayima, y otro grupo de coches blindados que se acercaron por la carretera Mafkhar-Dawayima. Nadie pidió la rendición de la aldea y no se ofreció resistencia alguna. Los disparos comenzaron cuando las fuerzas, desplegadas en un semicírculo a medio kilómetro de distancia, comenzaron a acercarse. Las tropas israelíes dispararon indiscriminadamente durante alrededor de una hora, tiempo en el que muchos de los habitantes de la aldea huyeron, mientras que dos grupos de palestinos se refugiaron respectivamente en la mezquita local y en una cueva cercana llamada Iraq El Zagh. Cuando el mukhtar volvió al día siguiente con otros aldeanos, encontraron 60 cuerpos en el interior de la mezquita, la mayor parte de ellos hombres ancianos. Numerosos cadáveres de hombres, mujeres y niños yacían en las calles. Después se encontraron otros 80 cuerpos de hombres, mujeres y niños a la entrada de la cueva Iraq El Zagh. Tras realizar un recuento, descubrieron que faltaban 455 personas, de las que 280 eran hombres y el resto mujeres y niños.

### La masacre según Benny Morris
El primer ministro israelí David Ben Gurion, citando al general Avner, se refirió brevemente en su diario a "los rumores" de que el ejército había "masacrado a entre 70 y 80 personas". Una versión de los hechos provenía de un soldado miembro del Mapam (el partido de Ben Gurion), que transmitió la información a Eliezer Peri, editor del periódico del partido Al HaMishmar y miembro del Comité Político del partido. Este soldado miembro del partido, un tal Sh. Kaplan, describió al testigo como "uno de los nuestros, un intelectual, cien por cien fiable". La aldea, según Kaplan, había sido defendida por "irregulares" árabes y capturada por el 89º Batallón sin luchar. "La primera ola de conquistadores mató a entre 80 y 100 hombres, mujeres y niños. A los niños los mataron rompiéndoles la cabeza con palos. No quedó un hogar sin muertos", escribió Kaplan. El informante de Kaplan, que llegó con la segunda ola de tropas inmediatamente después, informó de que los hombres y mujeres árabes que quedaban fueron encerrados en casas "sin agua ni comida". Los zapadores llegaron y volaron estas casas. Un comandante ordenó a un zapador meter a dos ancianas en una determinada casa (...) y volar la casa con ellas dentro. El zapador se negó. (...) El comandante ordenó entonces a sus hombres meter a las ancianas en la casa y el crimen se consumó. Un soldado presumía de haber violado a una mujer y haberle disparado después. Una mujer, con un niño recién nacido en sus brazos, fue obligada a limpiar el patio donde los soldados comían. Trabajó un día o dos. Al final le dispararon a ella y a su bebé.

La carta de Kaplan fue publicada en su totalidad por el diario israelí Haaretz en febrero de 2016 y traducida al inglés por Mondoweiss poco después.
Benny Morris explica:

"Según un veterano del 89º Batallón, Avraham Vered, las casas de la aldea "estaban llenas del botín del Bloque EtZion [en referencia a la masacre de Kfar EtZion]. Los luchadores judíos que atacaron Dawayima sabían que (...) la sangre de los masacrados pide venganza; y que los hombres de Dawayima estaban entre los que tomaron parte en la masacre". Avraham Vered expuso otro motivo para la masacre, el hecho de que la aldea se encuentra en las colinas del sur de Hebrón, algunos de cuyos habitantes habían participado en la masacre de Hebrón de 1929."

Vered siguió narrando lo que sucedió cuando entraron en la aldea:

"Cuando nos subimos a los tejados, vimos a los árabes correr por las calles. Abrimos fuego sobre ellos. (...) Desde nuestra posición en alto veíamos una vasta llanura que se alargaba hacia el este (...) y la llanura estaba cubierta por miles de árabes huyendo. (...) Las ametralladoras comenzaron a repicar y la huida se convirtió en pánico".

El soldado que había sido testigo y que sirvió de fuente para Kaplan dijo:

"Oficiales cultos (...) se habían transformado en asesinos básicos y no en el calor del combate, (...) sino como parte de un sistema de expulsión y destrucción. Cuanto menos árabes queden, mejor. Este principio político es el motor de las expulsiones y las atrocidades."

De la declaración jurada del mukhtar de Dawayima, Hassan Mahmaod Ihdeib, se obtienen más detalles de la masacre. 

"Hassan Mahmaod Ihdeib informó de que media hora después de las plegarias del mediodía del viernes 28 de octubre de 1948, Hassan oyó gritos que provenían de la zona occidental de la aldea. Cuando fue a investigarlos, Hassan observó como una tropa de unos veinte vehículos acorazados se aproximaba a la aldea desde la carretera de Qubeiba-Dawayima y una segunda tropa se acercaba desde la carretera de Beit Jibrin-Dawayima y otros vehículos acorazados se acercaban desde la de Mafkhar-Dawayima. La aldea solo tenía veinte guardias, que estaban apostados en la cara occidental de la misma. Cuando los vehículos acorazados se encontraban a un rango de medio kilómetro de la aldea, abrieron fuego con armas automáticas y morteros y avanzaron sobre la aldea con un movimiento semicircular, rodeando por lo tanto la aldea por el oeste, el norte y el sur. Parte de los vehículos acorazados se adentraron en la aldea con sus armas automáticas disparando. Tropas judías saltaron de los vehículos y se desplegaron por las calles de la aldea disparando indiscriminadamente a todo lo que veían. Los aldeanos comenzaron a huir de la aldea mientras que los ancianos se refugiaron en la mezquita y otros fueron a una cueva cercana llamada Iraq El Zagh. Los disparos continuaron durante una hora más." 

"Al día siguiente, el mukhtar se reunió con los aldeanos y acordaron volver a la aldea esa noche para averiguar el destino de los que se habían quedado atrás. Informó de que en la mezquita se encontraban los cuerpos de unas sesenta personas, la mayoría de los cuales eran hombres de una avanzada edad que habían buscado refugio en la propia mezquita. Su padre estaba entre ellos. Vio un gran número de cuerpos en las calles, cuerpos de hombres, mujeres y niños. Entonces fue a la Cueva de Iraq El Zagh. Encontró en la entrada de la cueva los cuerpos de ochenta y cinco personas, una vez más hombres, mujeres y niños. El mukhtar realizó entonces un recuento de los habitantes de la aldea y descubrió que faltaban 455 personas, de las que 280 eran hombres y el resto mujeres y niños. Hubo también bajas entre los refugiados cuyo número no pudo establecer el mukhtar. El mukhtar asegura explícitamente que no se pidió a la aldea que se rindiera y que no se opuso resistencia alguna."

Morris ha calculado que "centenares" de personas fueron asesinadas, y alude a una investigación interna del ejército israelí que concluía que se había asesinado a unos 100 aldeanos. Saleh Abdel Jawad calcula el total de víctimas de la masacre "entre 100 y 200".

### Más detalles según Ilan Pappé
Ilan Pappé escribe que la aldea estaba vigilada por 20 hombres que quedaron paralizados por el miedo cuando vieron a las tropas israelíes, y que el movimiento de pinza semicircular estuvo diseñado para permitir que los 6.000 habitantes de la aldea pudieran huir hacia el este. La masacre se llevó a cabo cuando el éxodo previsto no tuvo lugar. También añade que Amos Kenan, que había participado en la masacre de Deir Yassin, participó también en esta masacre.

## El equipo de supervisión de la ONU
Yigal Alón telegrafió al general Yitzhak Sadeh para verificar los "rumores" de que el 89.º Batallón había "asesinado a muchas decenas de prisioneros en el día de la conquista de al-Dawayima" y pidiéndole una respuesta. El 5 de noviembre, probablemente preocupado por una investigación de la ONU, Alón ordenó a Sadeh que diese instrucciones a la unidad: 

"...que está acusada de asesinar civiles árabes en Dawayima que vaya a la aldea y entierre con sus propias manos los cadáveres de aquellos que asesinaron."

Aunque Alón lo desconocía, el 89.º Batallón ya había eliminado las pruebas del lugar de la masacre el 1 de noviembre de 1948.
El 7 de noviembre, inspectores de la ONU visitaron Dawayima para investigar las acusaciones de masacre realizadas por los egipcios y por los propios refugiados del pueblo, que durante semanas denunciaron que habían sido asesinadas "500 o 1000" personas. El equipo encontró "numerosos edificios demolidos y un cadáver, pero ninguna otra prueba física de una masacre". Sin embargo, el equipo de investigación de la ONU tomó declaración como testigo al mukhtar del pueblo.
Isser Be'eri, comandante del servicio de inteligencia del ejército israelí y responsable de una investigación independiente, concluyó que 80 personas habían sido asesinadas durante la ocupación de Al-Dawayima y que 22 habían sido capturadas y ejecutadas posteriormente. Be'eri recomendó el procesamiento del comandante del pelotón, que había confesado la masacre, pero nadie fue llevado a juicio o castigado por ella.
El 14 de noviembre, el gabinete israelí instó al Primer Ministro David Ben-Gurion a iniciar otra investigación. Sus conclusiones siguen siendo secretas.

## Reacciones
El cónsul estadounidense en Jerusalén, William Burdett, que había recibido noticias de la masacre, informó el 16 de noviembre a Washington de que "la investigación de la ONU indica que una masacre tuvo lugar pero los observadores son incapaces de determinar el número de personas implicadas."
Las noticias de la masacre llegaron a las comunidades del oeste de Hebrón y de las Colinas de Judea, "posiblemente precipitando aún más su huida".
Sin embargo, 

"El motivo por el que se conoce tan poco de esta masacre que, en muchos aspectos, fue más brutal que la masacre de Deir Yassin, es que la Legión Árabe temía que si la noticia se difundía tendría el mismo efecto sobre la moral del campesinado que dicha masacre, es decir, causar un nuevo flujo de refugiados árabes."